# غاندي محمد عبد الكريم الكسنزاني
غاندي محمد عبد الكريم عبد القادر الكسنزاني، (1972- 2024)، هو سياسي عراقي وأحد مريدي الطريقة الكسنزانية حاصل على شهادة البكالوريوس، وعلى شهادة الدكتوراه في القانون الدولي.

## حياته
ولد غاندي محمد في عام 1972م، حاصل على شهادة بكالوريوس، وشهادة دكتوراه في القانون، وعضو لجنة الاقتصاد والاستثمار النيابية، رشّح غاندي لعضوية مجلس النواب العراقي في عام 2018 ضمن قائمة ائتلاف الوطنية وفاز بعد أن حصل على 6920 صوت.

## وفاته
توفي في 28 تموز 2024.